# Hesperilla idothea
The Flame Sedge-skipper (Hesperilla idothea) là một loài bướm ngày thuộc họ Hesperiidae. Nó được tìm thấy ở New South Wales, Queensland, Nam Úc và Victoria.
Sải cánh dài khoảng 40 mm.
Ấu trùng ăn various sword grass species, bao gồm Gahnia aspera, Gahnia clarkei, Gahnia grandis, Gahnia melanocarpa, Gahnia radula, Gahnia sieberiana, Gahnia subaequiglumis và Gahnia trifida.

## Phụ loài
- Hesperilla idothea clara Waterhouse, 1932 (Nam Úc)
- Hesperilla idothea idothea (Miskin, 1889) (New South Wales, Queensland, Nam Úc, Victoria)

## Hình ảnh

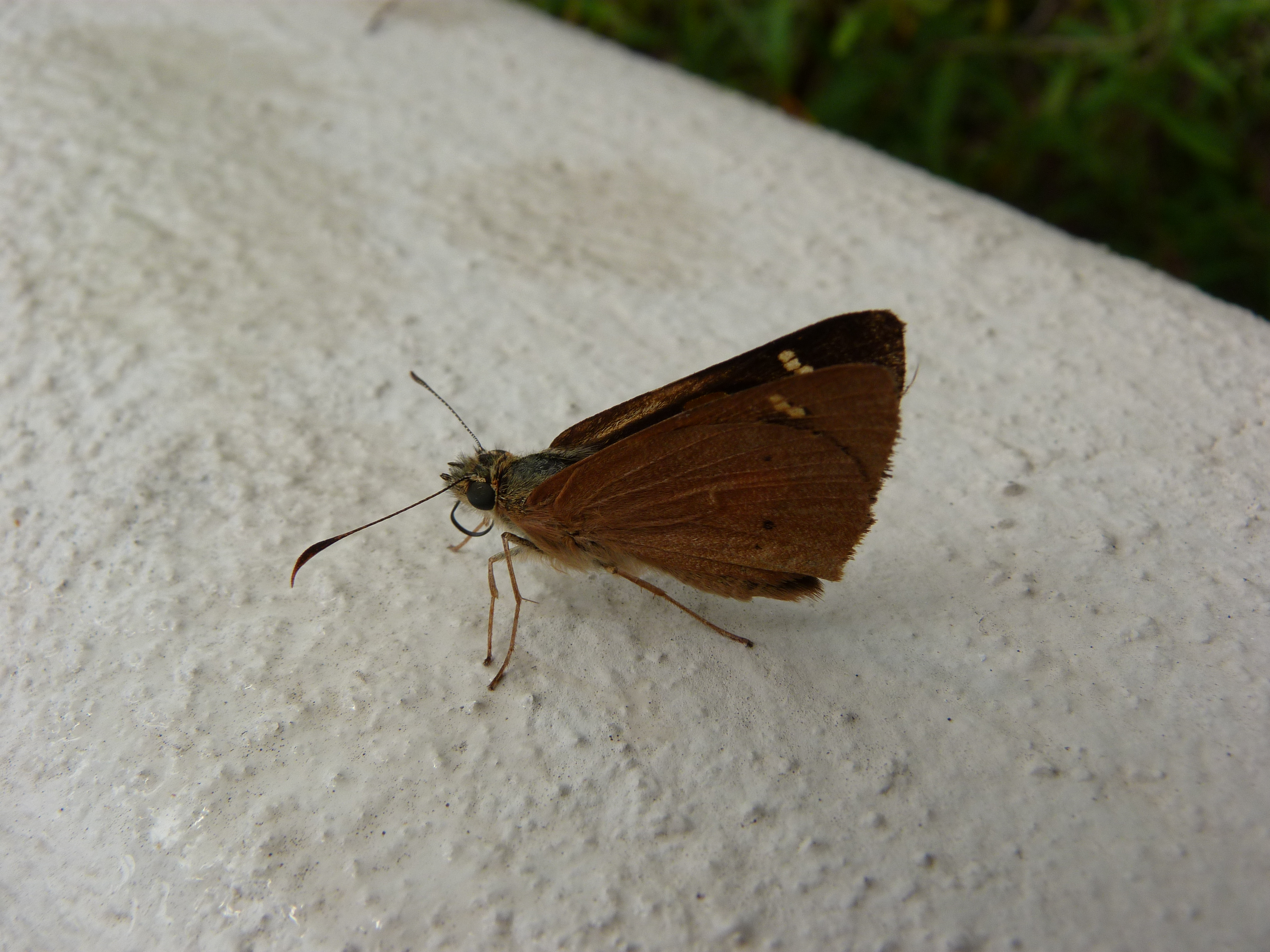
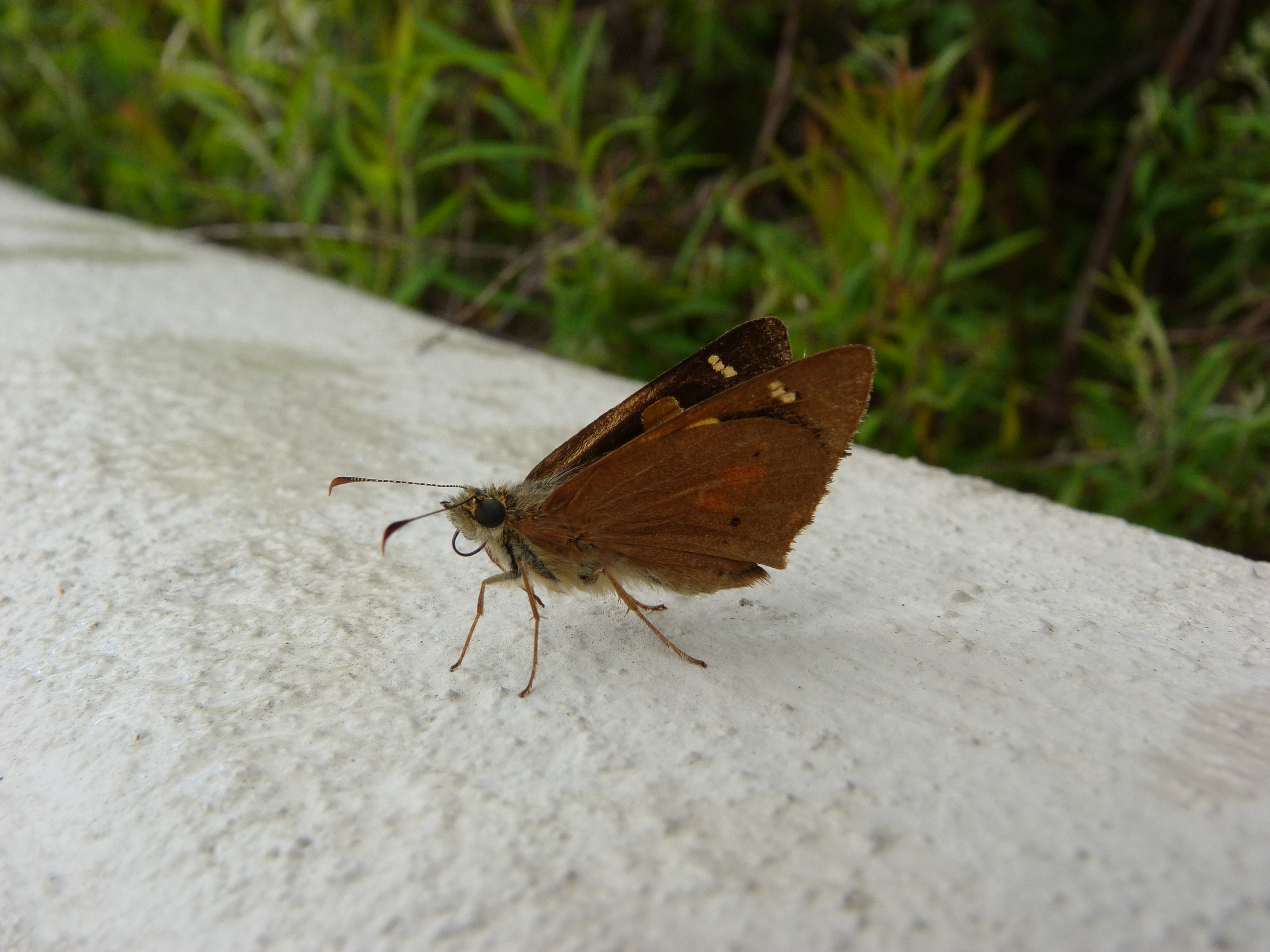